# Milan Dolenc
Milan Dolenc, slovenski veterinar, * 8. avgust 1907, Buzet, Avstro-Ogrska, † 24. december 1993, Ljubljana.

## Življenje in delo
Diplomiral je 1935 na zagrebški Veterinarski fakulteti in 1966 doktoriral na ljubljanski Biotehniški fakulteti v Ljubljani. Po diplomi je služboval v Mokronogu in Bohinjski Bistrici.
Že od 1941 je sodeloval v narodnoosvobodilni borbi in bil med drugim politični komisar bataljona, veterinarski referent, šef veterinarskega odseka pri Glavnem štabu Narodnoosvobodilne vojske in partizanskih odredov Slovenije in pozneje pri Slovenskem narodnoosvobodilnem svetu. Bil je nosilec partizanske spomenice 1941.
Po osvoboditvi je bil načelnik veterinarskega oddelka ministrstva za kmetijstvo in gozdarstvo Ljudske republike Slovenije in pomočnik ministra za kmetijstvo Federativne ljudske republike Jugoslavije. V letih 1950−1960 je bil veterinar v Kranju, nato do leta 1968 predavatelj na veterinarskem oddelku Biotehniške fakultete v Ljubljani, kjer se je zadnji čas ukvarjal s konjerejo in z raziskovanjem zgodovine veterinarstva. Objavil je okoli 260 strokovnih in poljudnih člankov in napisal več knjig.